# مسرح خاركيف للدراما الأوكرانية
مسرح الدراما الأوكرانية خاركيف المعروف أيضًا مسرح تاراس شيفتشينكو الدراما (بالأوكرانية: Харківський академічний український драматичний театр імені Тараса Шевченка)‏ هو مسرح وطني، تأسس عام 1935 من بقايا مسرح بيريزيل، والذي أسسه ليس كورباس عام 1922، يتكون مسرح الدراما الأوكرانية في خاركيف من مستويين: المسرح الرئيسي (900 مقعدًا) والمسرح الصغير "بيريزيل" (115 مقعدًا). تقام فيه العديد من المسرحيات والفعاليات الثقافية والتراثية.
على مر السنين ضمت فرقة المسرح العديد من الفنانين المشهورين مثل فاديم ميلر (مصمم مسرحي)، ليونيد بيكوف (ممثل)، أمفروسي بوتشما (ممثل)، أندريه زولداك (مخرج مسرحي)، أندريه شتشيتكو (مخرج مسرحي). من عام 2002 إلى عام 2005، كان أندريه زولداك المدير الفني للمسرح، حيث أنتج خمس مسرحيات، والتي عرضت في العديد من الدول الأوروبية بما في ذلك ألمانيا وفرنسا وفنلندا وهولندا وبولندا والنمسا ورومانيا وروسيا.

## معرض صور

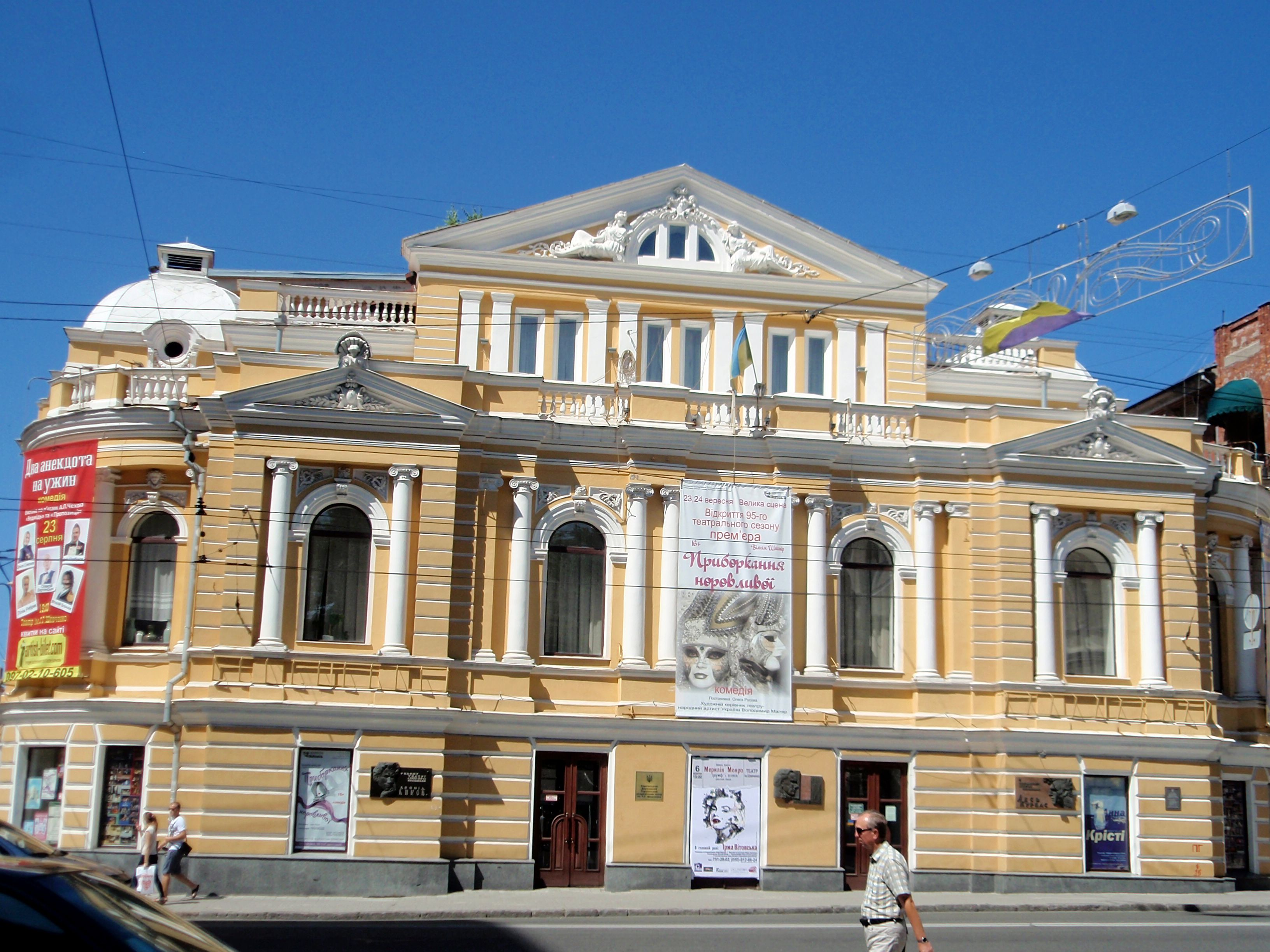
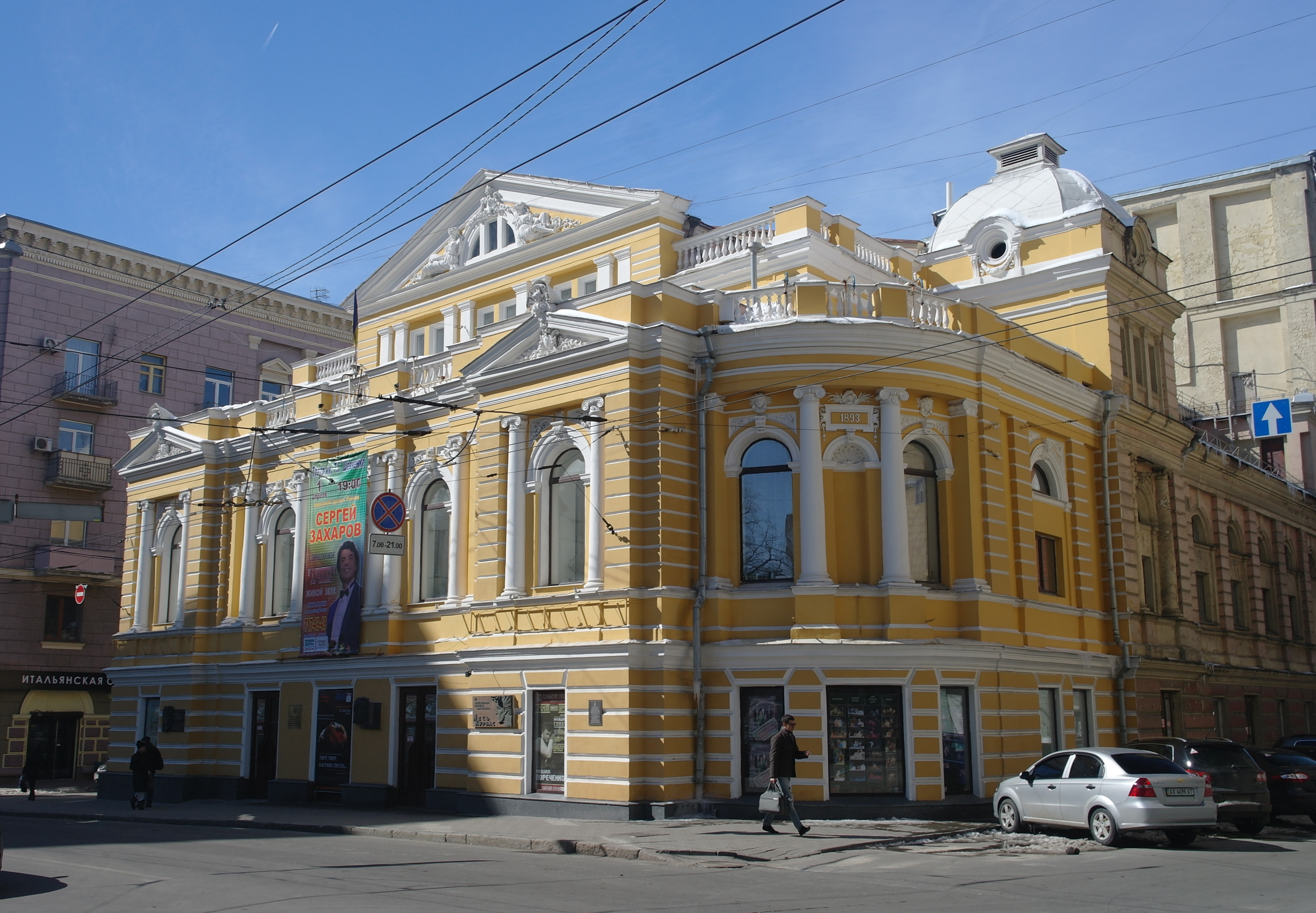
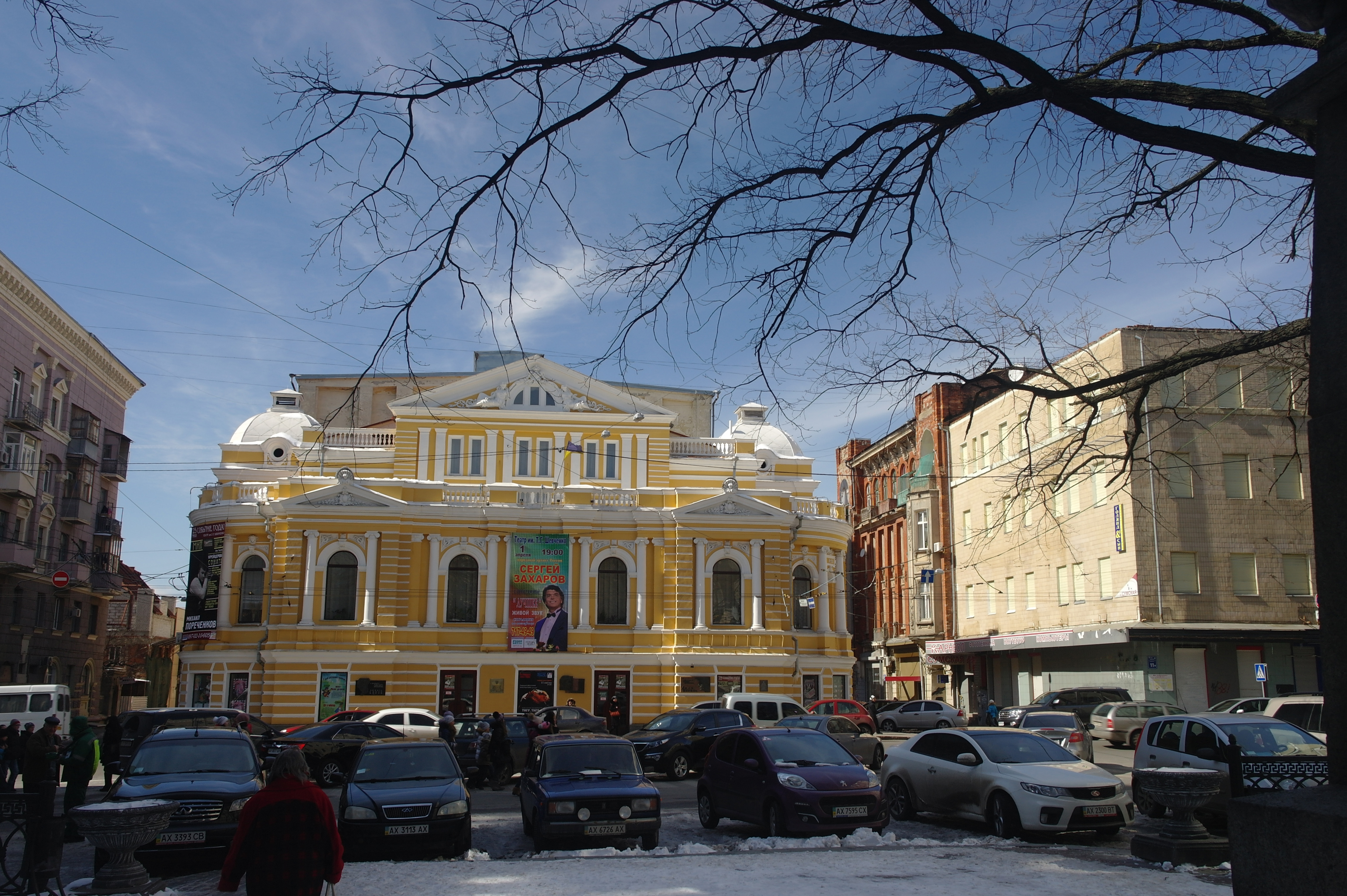
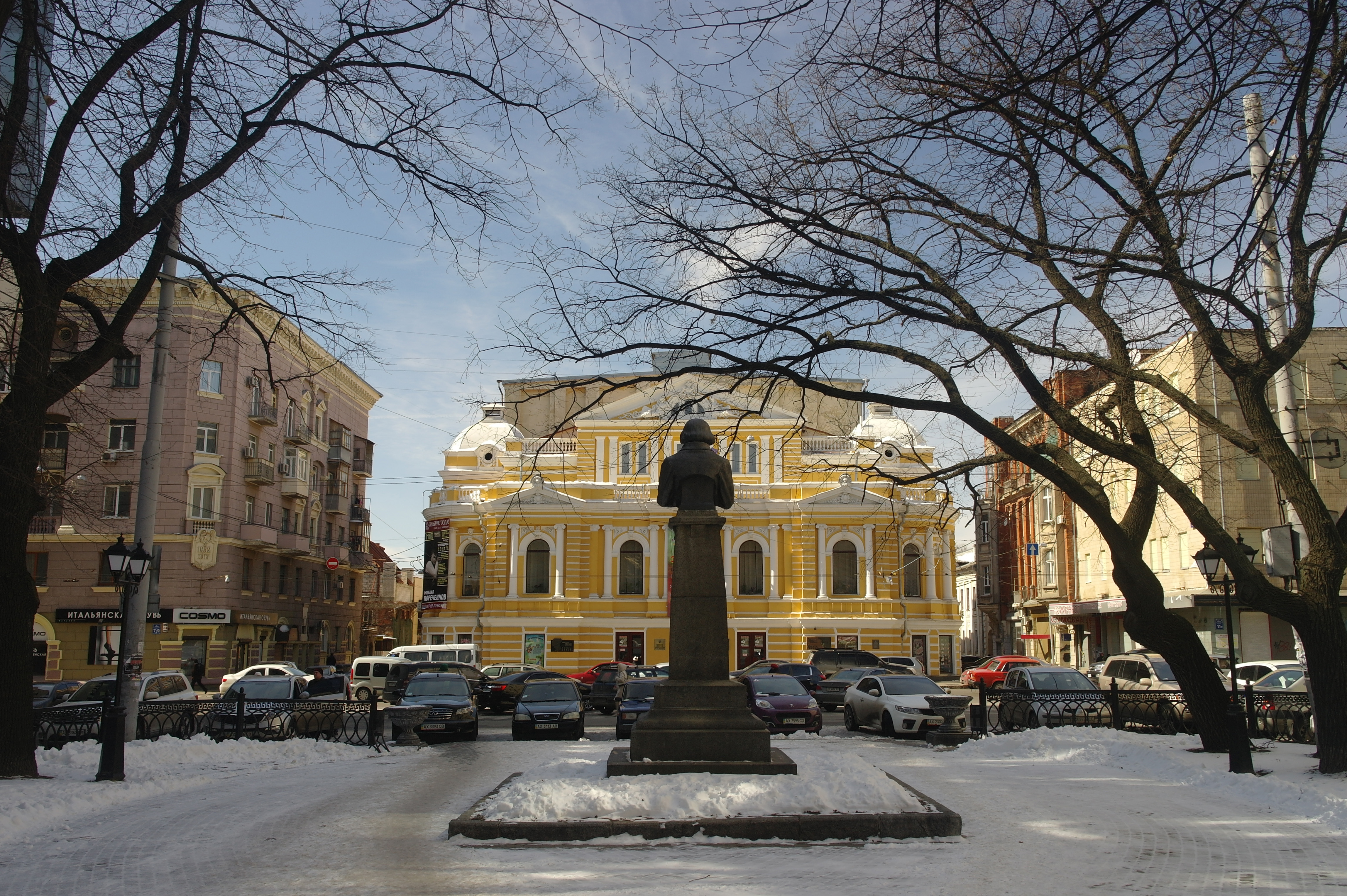
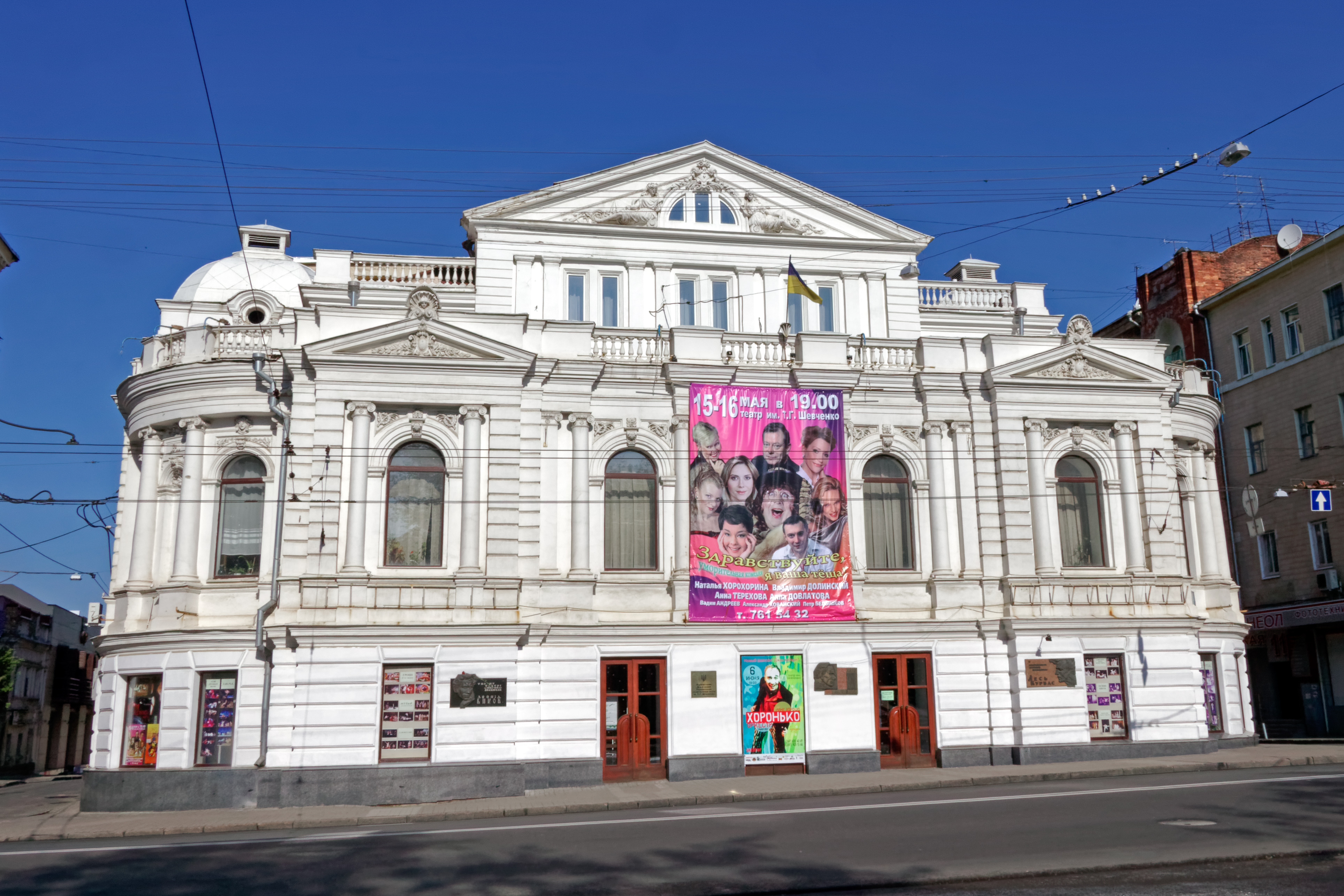
في عام 2010
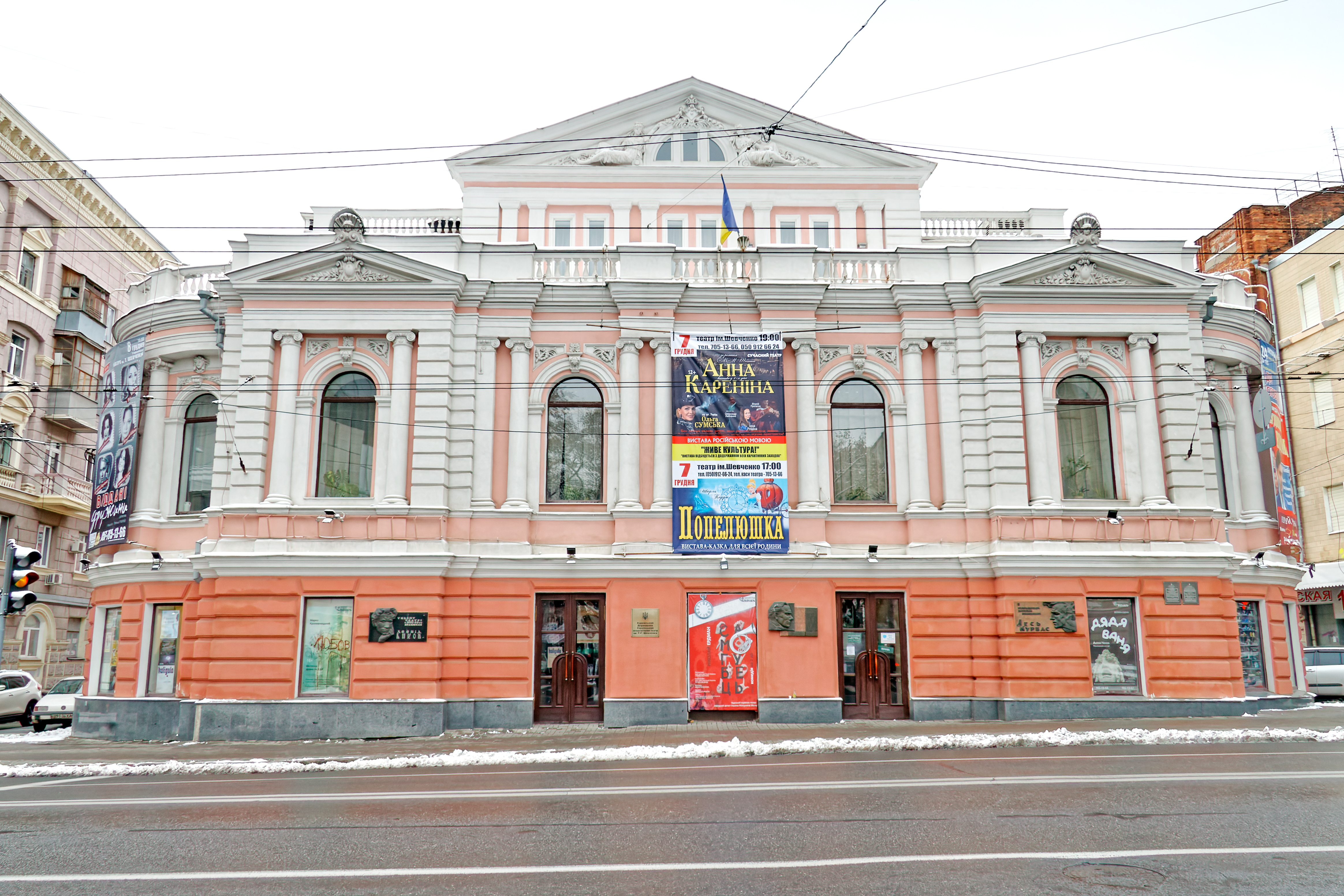
في 2020
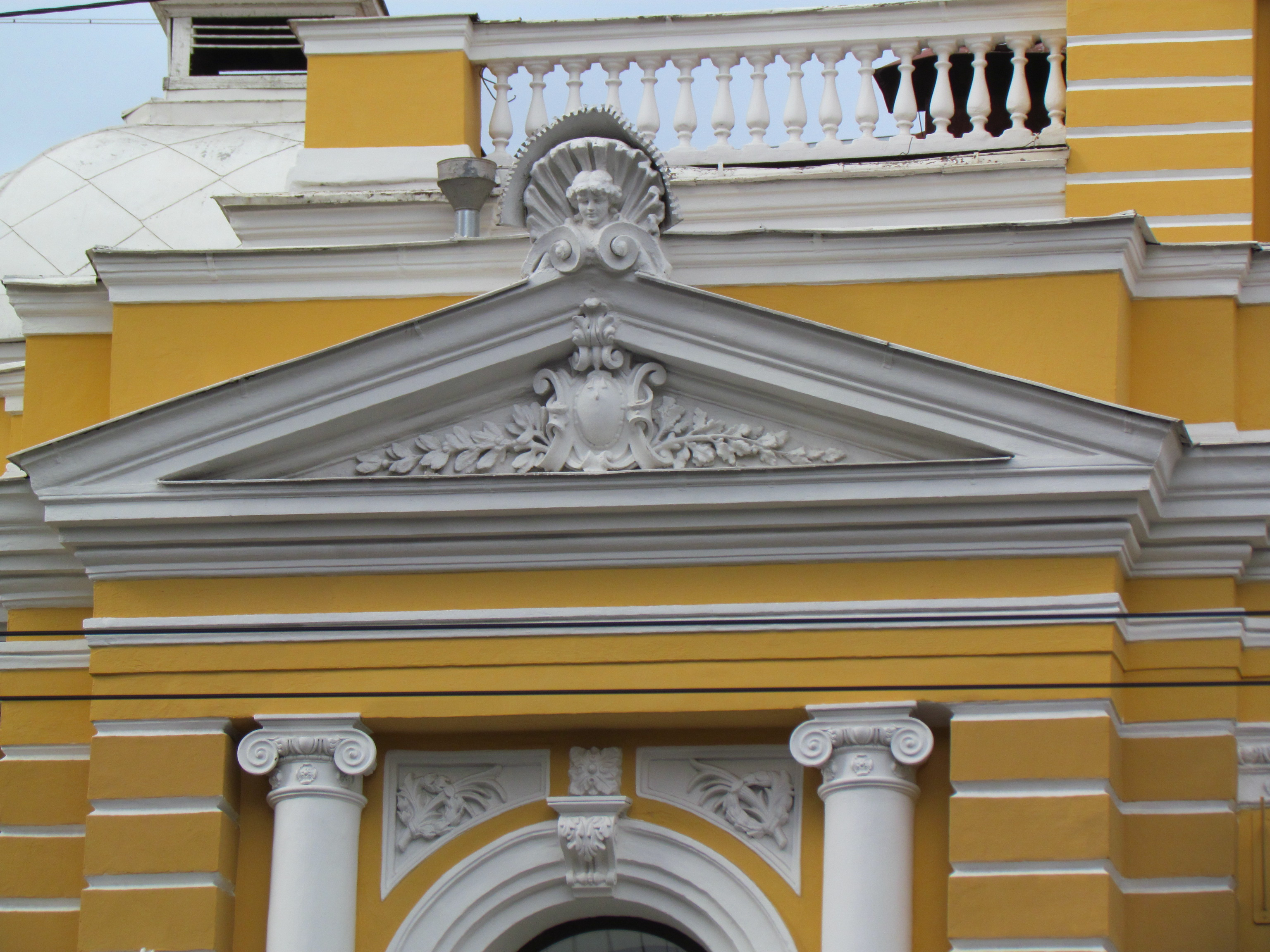
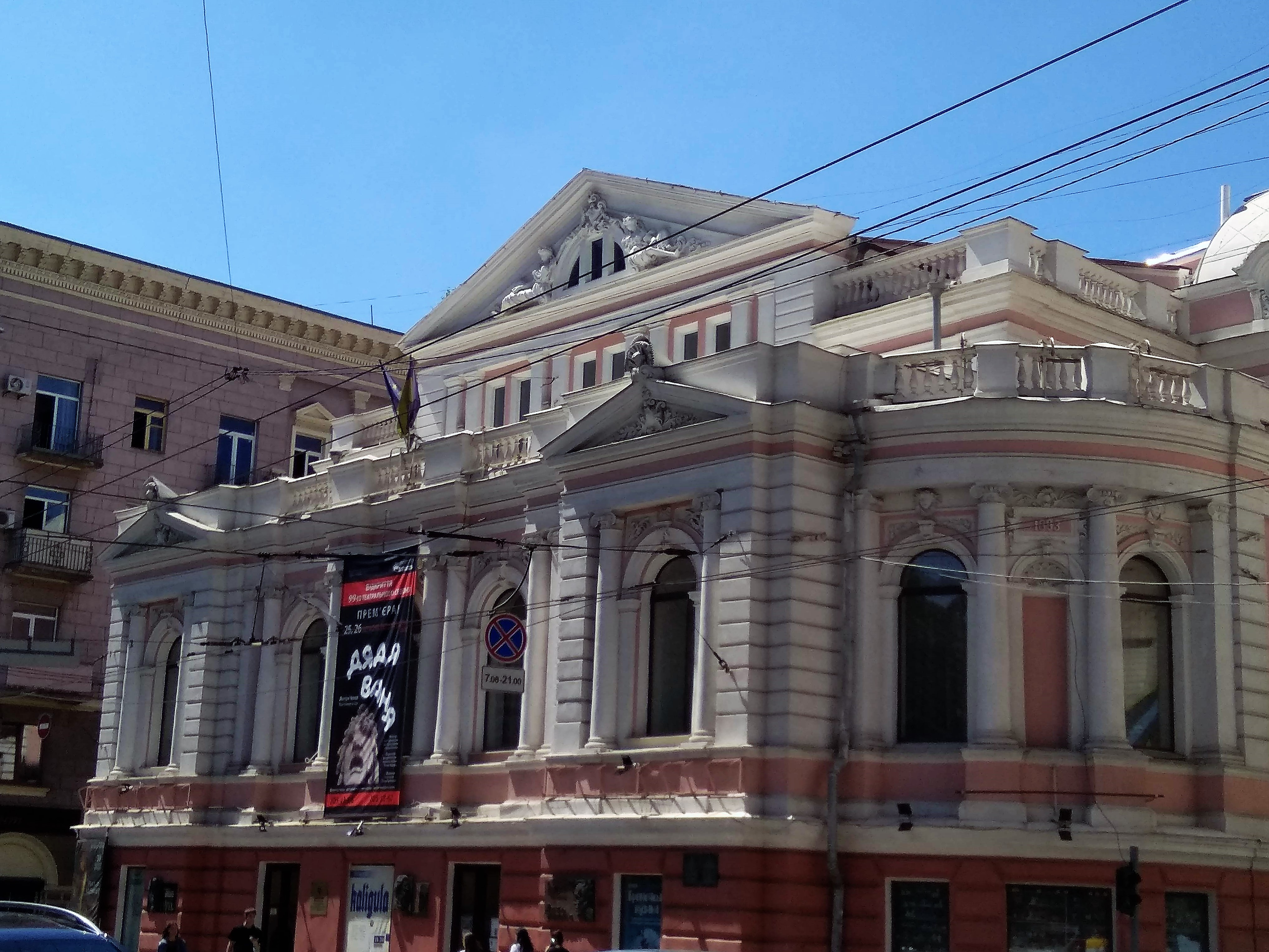

## روابط خارجية
- Офіційний сайт
- Сторінка на сайті Харківської облдержадміністрації
- Kharkiv Ukrainian Drama Theater(بالإنجليزية)